# Кішлака
Кішлака (рум. Chișlaca) — село у повіті Арад в Румунії. Входить до складу комуни Крайва.
Село розташоване на відстані 399 км на північний захід від Бухареста, 65 км на північний схід від Арада, 127 км на захід від Клуж-Напоки, 104 км на північний схід від Тімішоари.

## Населення
За даними перепису населення 2002 року у селі проживали 733 особи.
Національний склад населення села:
| Національність | Кількість осіб | Відсоток |
| -------------- | -------------- | -------- |
| румуни         | 621            | 84,7%    |
| українці       | 61             | 8,3%     |
| цигани         | 50             | 6,8%     |

Рідною мовою назвали:
| Мова       | Кількість осіб | Відсоток |
| ---------- | -------------- | -------- |
| румунська  | 625            | 85,3%    |
| українська | 62             | 8,5%     |
| циганська  | 46             | 6,3%     |